# 濮文升
濮文升（？—？）江苏溧水人，清朝官员。

## 生平
濮氏先祖于南宋淳祐年间从河南卫辉迁居溧水。濮文昶的父亲濮瑗生有四子二女，濮文暹是长子，以下诸弟为濮文升、濮文昶、濮文曦，二女是濮文漪、濮文湘。
濮文升曾任营山县知县。清朝同治九年《营山县志》载，同治元年（1862年）春，营山县知县濮文升导民重修骆市桥，完工后作《重修骆市桥碑记》。濮文升还曾三度出任涪州知州。同治十年（1871年）首次出任涪州知州，同年因病离任。同治十二年到同治十三年（1873年-1874年）、光绪三年冬到光绪八年（1877年-1882年），又两次担任涪州知州。在涪州任职期间，参与处理黔江教案。此外，任内他还在白鹤梁题刻《濮文升题记》：
咸丰癸丑，先大夫琅圃公来治涪州，文升与兄文暹、弟文昶、文曦侍，三载于兹，颇穷蒐访，独以莫见石鱼为憾。同治辛未，文升复承之是州，自时厥后，凡三至焉。江山云物，皆若有情，然终莫见斯石也。今年春，水涸鱼出，因偕诸友流览其上，让酒之暇，余兴未已。爰叙颠末，以志不忘。同游者霑益娄橒、婺源胡寿春、芜湖沈福曾、中江岳尚先、眉州何晋铣、归安吴瑜、乌程沈锌庚、昭文范观治、营山张元圭及余弟文曦、子贤懋、贤忱、贤恭、贤怡、贤泌、犹子贤愈、妹夫顺德张思源、甥宝应朱学曾、顺德张元珏。清光绪七年辛巳春正月甲子朔二十正癸未溧水濮文升记。
另外在涪州知州任内濮文升还曾重建涪陵文峰塔（俗称“白塔”），此塔原为木塔，毁于明朝末年。清朝同治十年（1871年）重建为砖塔，同治十三年（1874年）完工。塔正上方题“天高日近”四字，塔门刻对联：“大雅广扶持一柱擎天开泰运，斯文真主宰三台立地庆升华”，横额为“贵相腾辉”。门内南墙上嵌着同治十三年（1874年）涪州知州濮文升所撰《涪邑文峰塔记》。涪陵蔺市龙门桥东原来立有濮文升德政坊，纪念濮文升治理涪州的功绩，1961年冬拆除。